# Rungia maculata
Rungia maculata är en akantusväxtart som beskrevs av William Grant Craib. Rungia maculata ingår i släktet Rungia och familjen akantusväxter. Inga underarter finns listade i Catalogue of Life.